# Condado de Castrillo
El condado de Castrillo es un título nobiliario español, que desde 1690 goza de grandeza de España. Fue creado por el rey Felipe III el 23 de enero de 1610, con la denominación de conde de Castrillo de Don Juan, en favor de Bernardino González de Avellaneda y Delgadillo, capitán general de la Armada de Indias, asistente de Sevilla, virrey de Navarra, capitán general de Guipúzcoa, de los Reales Consejos de Estado y Guerra, comendador de la Orden de Calatrava, mayordomo de la reina Isabel de Borbón.
El concesionario era señor de las villas de Castrillo de Don Juan y Cevico Navero (ambas en la comarca de El Cerrato y actual provincia de Palencia) y de las de Valverde, Alcoba de la Torre, Alcubilla de Avellaneda y Santa María del Mercadillo (cercanas las cuatro a Aranda de Duero, entre las actuales provincias de Burgos y Soria).
El rey Carlos II concedió a esta casa la grandeza de España el 3 de octubre de 1690 en cabeza del IV conde, Manuel de Mauleón Haro y Avellaneda. 
Su denominación hace referencia a la villa y municipio de Castrillo de Don Juan en la provincia de Palencia (Castilla y León), que era de señorío del concesionario.

## El señorío de Castrillo
El condado de Castrillo tiene como antecedente la adquisición de diversas propiedades al monasterio de San Pelayo en El Cerrato, comenzando a formarse lo que sería el señorío de Castrillo de Don Juan (entonces denominado Castrillo de Luis Díez) por parte de Juan Fernández Delgadillo, doncel en la corte de Juan II de Castilla, que aparece citado en 1430.
Le sucedió en el señorío su hijo Lope Hurtado Delgadillo, que casó con Isabel de Obregón, de quienes nació Juan Delgadillo de Avellaneda (m. 1590), III señor del lugar, que cambió su denominación de «Castrillo de Luis Díez» por la actual en su propio honor. Habiendo casado con una mujer de nombre Inés, no tuvo sucesión, por lo que heredó el señorío Bernardino González de Avellaneda y Delgadillo, presumiblemente su sobrino carnal, quien vería elevado el señorío familiar en condado bajo el título de conde de Castrillo de Don Juan.
Con el paso del tiempo esta denominación quedó reducida a la de conde de Castrillo, y como tal ya aparece en el Catastro de la Ensenada en 1752.

## Condes de Castrillo

Escudo de Castrillo de Don Juan, (Palencia), localidad que da nombre al título

|                         | Titular                                                       | Periodo                 |
| Creación por Felipe III | Creación por Felipe III                                       | Creación por Felipe III |
| ----------------------- | ------------------------------------------------------------- | ----------------------- |
| I                       | Bernardino González de Avellaneda y Delgadillo                | 1610-1629               |
| II                      | María Delgadillo de Avellaneda                                | 1629-¿1657?             |
| III                     | Juana de Avellaneda y Haro                                    | ¿?-1670                 |
| IV                      | Manuel Domingo Mauleón de Navarra Avellaneda Haro y Sotomayor | 1670-1691               |
| V                       | Juan Manuel Añués Mauleón de Navarra y Avellaneda             | 1691-1701               |
| VI                      | María Luisa Brondo Castellví y Crespí de Valldaura            | 1704-1730               |
| VII                     | Cristóbal Crespí de Valldaura y Brondo                        | 1730-1733               |
| VIII                    | José Crespí de Valldaura y Hurtado de Mendoza                 | 1733-1752               |
| IX                      | Cristóbal Crespí de Valldaura y Hurtado de Mendoza            | 1752-1778               |
| X                       | Joaquín Crespí de Valldaura y de Lesquina                     | 1778-1814               |
| XI                      | Esteban Crespí de Valldaura y Carvajal                        | 1814-1819               |
| XII                     | Joaquín Crespí de Valldaura y Carvajal                        | 1819-1867               |
| XIII                    | Agustín Crespí de Valldaura y Caro                            | 1868-1893               |
| XIV                     | Esteban Crespí de Valldaura y Fortuny                         | 1895-1921               |
| XV                      | Agustín Crespí de Valldaura y Cavero                          | 1921-1954               |
| XVI                     | Esteban Crespí de Valldaura y Cavero                          | 1957-1959               |
| XVII                    | Gonzalo Crespí de Valldaura y Bosch-Labrús                    | 1960-2022               |
| XVIII                   | Agustín Crespí de Valldaura y Cardenal                        | 2024-actual titular     |

## Historia de los condes de Castrillo

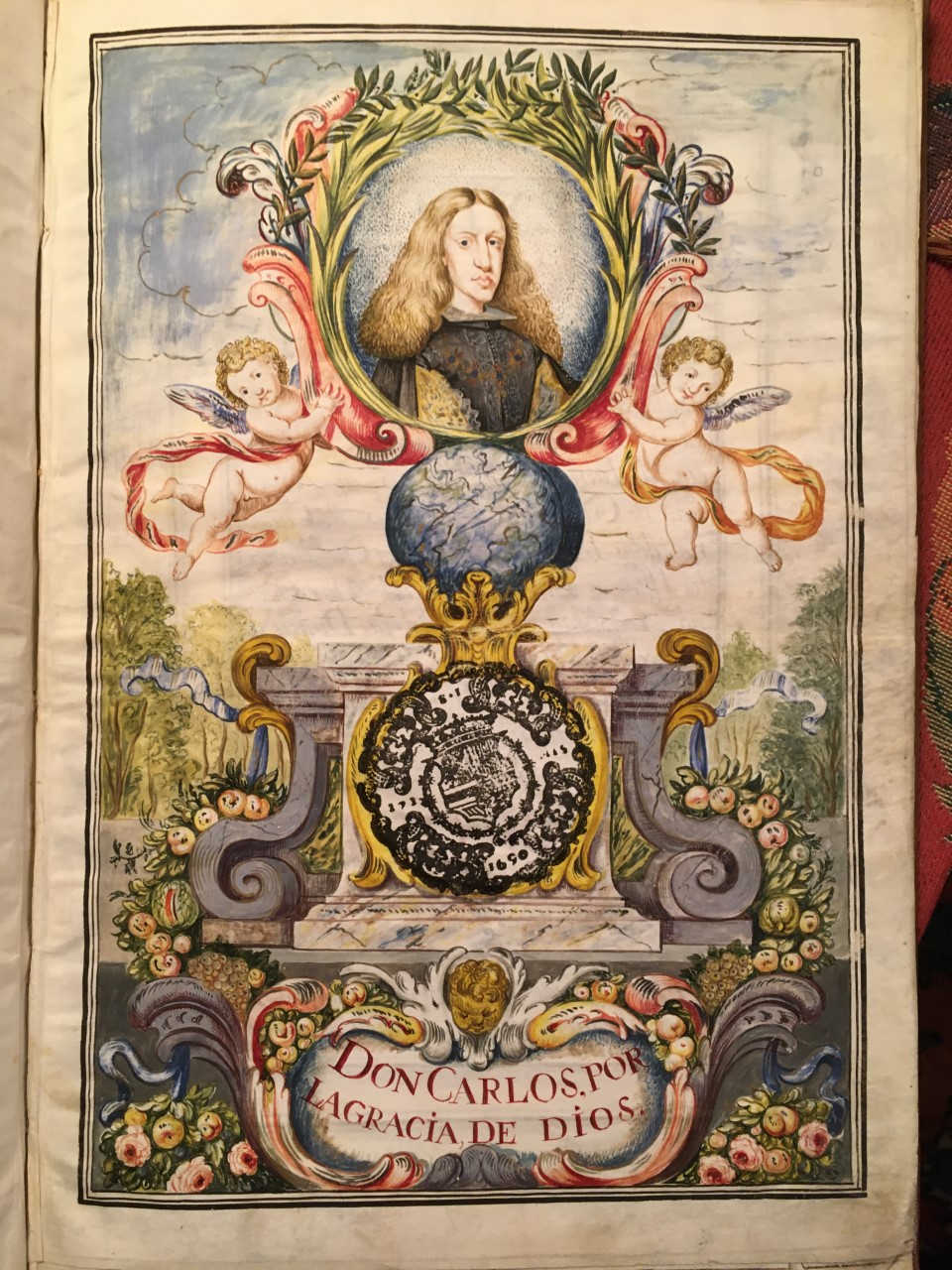
Portada del privilegio de grandeza de España del condado de Castrillo, 3 de octubre de 1690

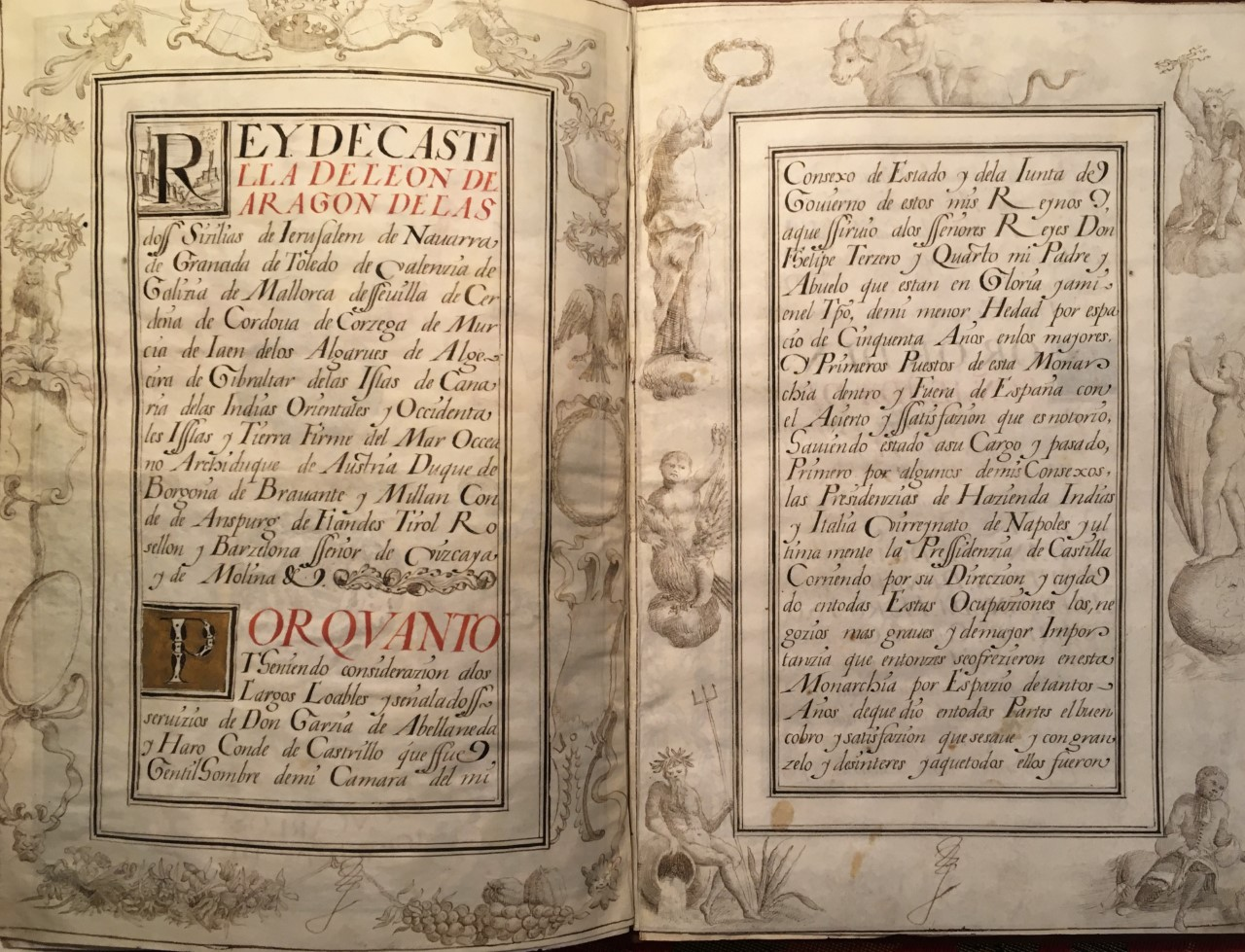

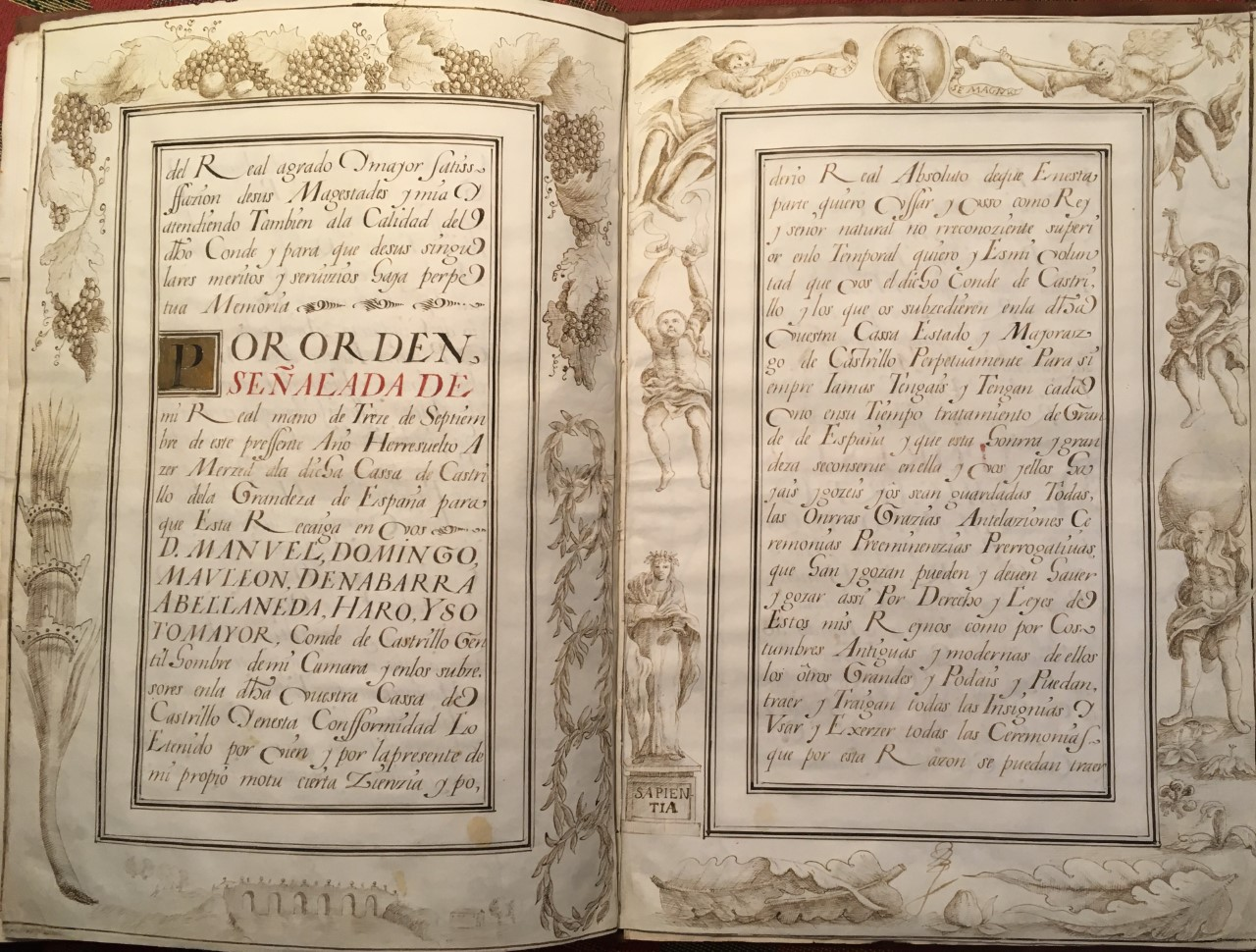
Página del privilegio donde consta el nombre del concesionario de la grandeza

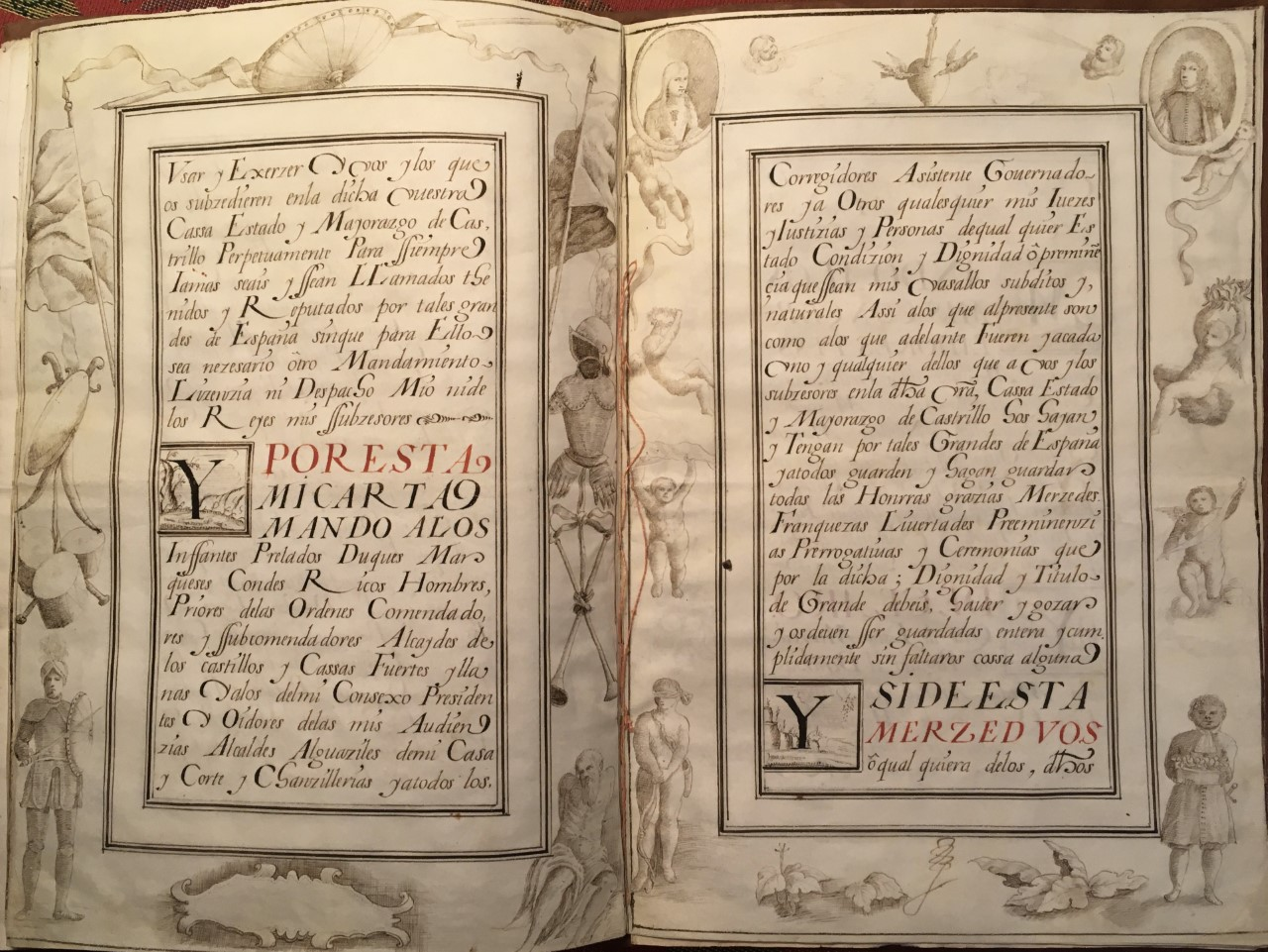

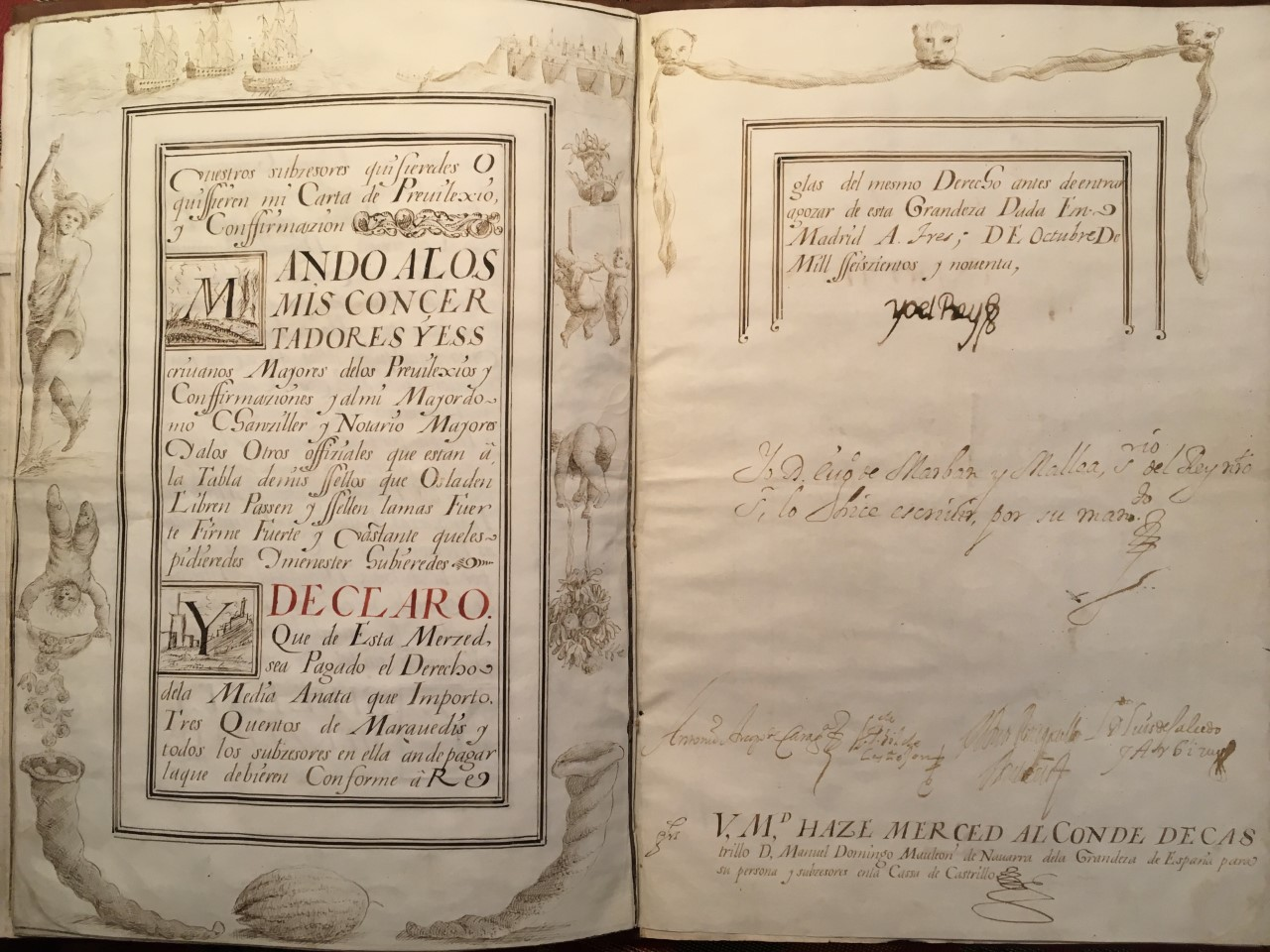

- Bernardino González de Avellaneda y Delgadillo (Aranda de Duero, 1544[3]-26 de diciembre de 1629), I conde de Castrillo,[4] general de la Armada de Indias, virrey de Navarra y caballero de la Orden de Calatrava en 1593.[5] Fue por herencia paterna señor de las villas de Castrillo de Don Juan y Cevico Navero (ambas en la comarca del Cerrato y actual provincia de Palencia) y de las de Valverde, Alcoba de la Torre, Alcubilla de Avellaneda y Santa María del Mercadillo (cercanas las cuatro a Aranda de Duero, entre las actuales provincias de Burgos y Soria). Era el hijo primogénito de Juan González de Avellaneda y Delgadillo, señor de Valverde, y de Francisca de Leiva y Guevara.[3]

Casó con María Vela de Acuña, natural de Ávila, hija de Blasco Núñez Vela, primer virrey del Perú, caballero de la Orden de Santiago, y de Brianda de Acuña su mujer. Le sucedió su nieta (hija de Juan Delgadillo de Avellaneda, su primogénito, que le premurió, y de Inés Portocarrero, su mujer, hija a su vez de Pedro López Pacheco Portocarrero, I marqués de Alcalá de la Almeda y de Francisca Enríquez de Guzmán, su tercera mujer).
- María Delgadillo de Avellaneda, II condesa de Castrillo,[4] señora de las villas de Valverde, Castrillo, Cevico, Valverde, Alcoba, Alcubilla y Mercadillo. Testó en Valverde, el 5 de febrero de 1657.[7]

Casó, el 14 de mayo de 1622, con García de Haro y Sotomayor, que por este matrimonio se llamó García de Avellaneda y Haro, hijo segundo de Luis Méndez de Haro y Beatriz de Haro y Sotomayor, IV marqueses del Carpio, virrey de Nápoles y presidente de los Reales Consejos de Castilla, Hacienda, Indias e Italia, obrero de la Orden de Calatrava y miembro del Consejo de Regencia del Reino durante la minoría de Carlos II. Le sucedió su hija:
- Juana de Avellaneda y Haro (m. 16 de mayo de 1670), III condesa de Castrillo.[4]

Casó, siendo su primera esposa, con su primo hermano Juan Manuel de Navarra Mauleón Añués Goñi y Avellaneda, VII marqués de Cortes, XII vizconde de Muruzábal, mariscal de Navarra, hijo de Miguel de Navarra Mauleón, VI marqués de Cortes, XI vizconde de Muruzábal, y de Juana Clara de Avellaneda, hermana la II condesa de Castrillo. Le sucedió su hijo:
- Manuel Domingo Mauleón de Navarra Avellaneda Haro y Sotomayor, también conocido como Manuel de Mauleón Haro y Avellaneda (m. 1 de septiembre de 1691), IV conde de Castrillo,[4] a quien, por real cédula de 3 de octubre de 1690, el rey Carlos II le concedió la grandeza de España.[10]

Casado, el 17 de abril de 1689, con Juana Rosalía Fernández de la Cueva y de la Cueva, hija de Melchor Fernández de la Cueva y Enríquez de Cabrera, IX duque de Alburquerque, IX conde de Ledesma y de Huelma, VII marqués de Cuéllar, y de Ana Rosalía Fernández de la Cueva Díez de Aux y Armendáriz, III marquesa de Cadreita, V condesa de la Torre  y señora de Guillena. Sin descendientes, le sucedió su padre:
- Juan Manuel Añués Mauleón de Navarra y Avellaneda (Pamplona, 1635-6 de junio de 1701),[4], V conde de Castrillo, grande de España[4] VII marqués de Cortes, XII vizconde de Muruzábal, mariscal perpetuo de Navarra, señor de Alcozar, Rada y Traibuenas y caballero de la Orden de Calatrava.[12] Sucedió a su hijo como V conde de Castrillo.[4] Página del privilegio de grandeza de España para el condado de Castrillo donde consta el nombre del concesionario

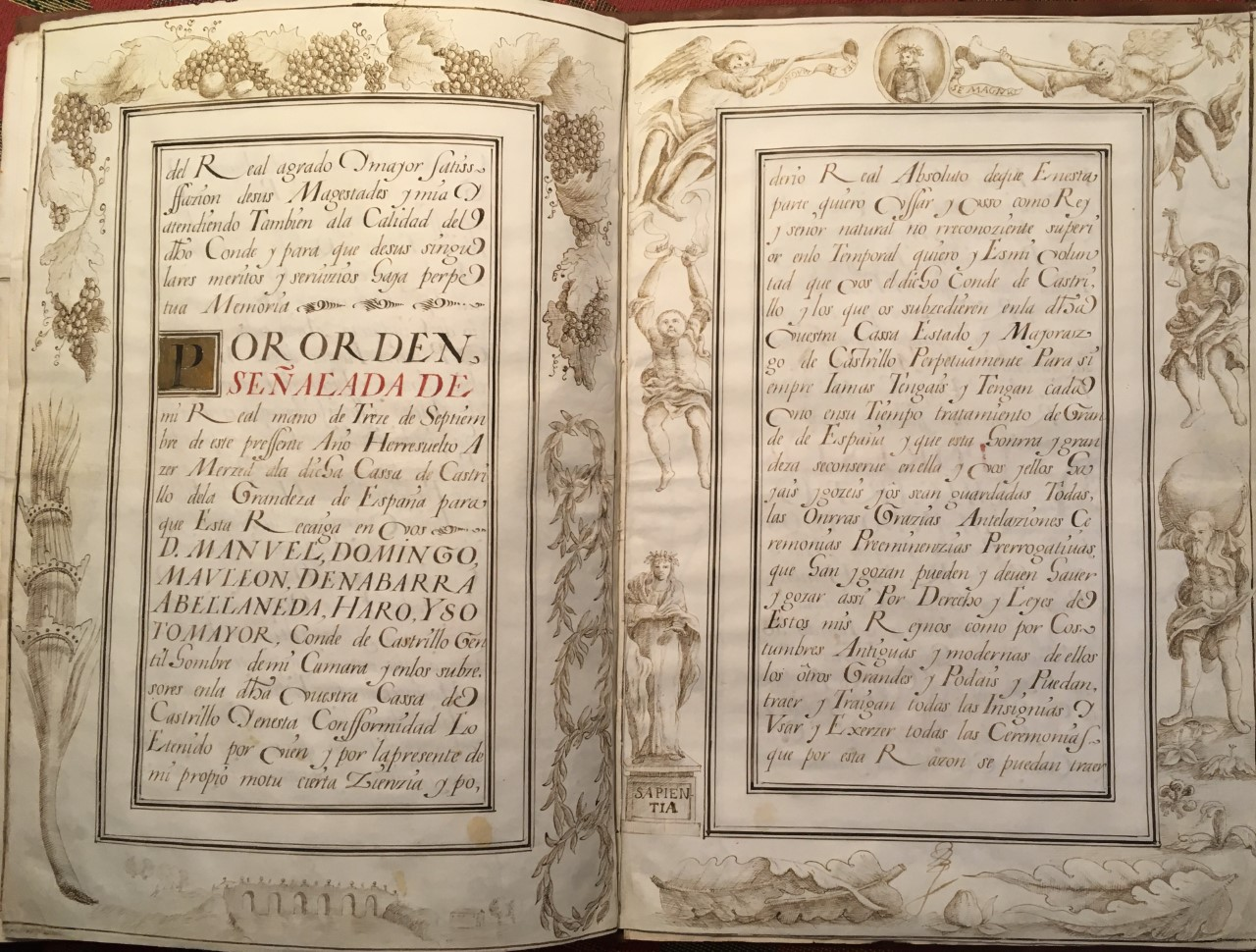
Página del privilegio de grandeza de España para el condado de Castrillo donde consta el nombre del concesionario

Casó en primeras nupcias con su prima hermana, Juana de Avellaneda y Haro, III condesa de Castrillo. Contrajo un segundo matrimonio con Sebastiana Nabárquez y Armendáriz, sin descendencia de este último matrimonio. De su primer matrimonio nació solamente un hijo, Manuel Domingo Mauleón de Navarra Avellaneda Haro y Sotomayor, que fue el IV conde de Castrillo. Sucedió en 1704:
- María Luisa Brondo Castellví y Crespí de Valldaura (Madrid, 19 de agosto de 1654-25 de mayo de 1730), VI condesa de Castrillo,[4] IV marquesa de Villasidro, IV condesa de Serramagna, recibió los derechos sobre Castrillo a través de su sangre Delgadillo y Avellaneda por vía paterna. María Luisa era prima en octavo grado del IV conde de Castrillo, y descendía de Isabel Delgadillo, casada con Gonzalo Muñoz de Castañeda, señor de Hormaza, que a su vez era hija de Gutierre Delgadillo, fundador del mayorazgo de Castrillo.

Casó en la iglesia de la Santa Cruz de Madrid el 19 de marzo de 1670 con José Salvador Crespí de Valldaura y Ferrer II conde de Sumacárcer y comendador en la Orden de Montesa.  Le sucedió su hijo:
- Cristóbal Crespí de Valldaura y Brondo (12 de junio de 1671-4 de marzo de 1733), VII conde de Castrillo,[15] V marqués de Villasidro,[14] III marqués de las Palmas,[14]  V conde de Serramagna,[14]  III conde de Sumacárcer[14] y IX varón de la Joyosa-Guarda.[14]

Casó con Josefa Hurtado de Mendoza y Trelles X condesa de Orgaz. Le sucedió su hijo:
- José Crespí de Valldaura y Hurtado de Mendoza (Valencia, 23 de septiembre de 1698-Alcudia de Crespíns 26 de febrero de 1752) VIII conde de Castrillo,[14][15] XI conde de Orgaz,[16] IV conde de Sumacárcer,[14]  VI conde de Serramagna,[14] VI marqués de Villasidro,[14] IV marqués de las Palmas[14] y X barón de la Joyosa-Guarda.[14]

Casó con María Vicenta Arias Dávila y Borja.  Murió sin descendencia y le sucedió su hermano:
- Cristóbal Crespí de Valldaura y Hurtado de Mendoza (Valencia, 7 de enero de 1706-2 de junio de 1778), IX conde de Castrillo,[17] XII conde de Orgaz,[18] V conde de Sumacárcer,[14] VII conde de Serramagna,[14] VII marqués de Villasidro,[14] V marqués de las Palmas,[14] XI barón de la Joyosa-Guarda[14] y XV barón de Callosa.[14]

Casó el 28 de septiembre de 1752, con María de la Portería Lesquina y Gasca (Valladolid, 9 de junio de 1737-¿?), V marquesa de la Vega de Boecillo, vizcondesa de Laguna. Le sucedió su hijo:
- Joaquín Pascual Crespí de Valldaura y Lesquina (Valencia, 25 de febrero de 1768-Valencia 22 de julio de 1814), X conde de Castrillo,[17] XIII conde de Orgaz,[18] VI conde de Sumacárcer,[14] VIII conde de Serramagna,[14] VIII marqués de la Vega de Boecillo, VIII marqués de Villasidro,[14] VI marqués de las Palmas,[14] XII barón de la Joyosa-Guarda y XVI barón de Callosa.[14]

Contrajo matrimonio en Madrid, el 9 de septiembre de 1788, con Francisca Carvajal Lancáster y Gonzaga Caracciolo (Madrid, 11 de diciembre de 1769-Madrid, 27 de noviembre de 1814). Le sucedió su hijo:
- Esteban Crespí de Valldaura y Carvajal (Madrid, 3 de junio de 1895-Madrid, 31 de marzo de 1819), XI conde de Castrillo,[19] XIV conde de Orgaz,[18] VII conde de Sumacárcer,[14] VII marqués de la Vega de Boecillo, VII marqués de las Palmas,  barón de la Joyosa-Guarda, XIV barón de Callosa y vizconde de la Laguna. Le sucedió su hermano:

- Joaquín Crespi de Valldaura y Carvajal (Madrid, 28 de septiembre de 1804-Madrid, 5 de diciembre de 1867), XII conde de Castrillo,[19] XV conde de Orgaz,[18] VIII conde de Sumacárcer,[14] IX marqués de las Palmas, VIIImarqués de Vega de Boecillo, barón de la Joyosa-Guarda, XV barón de Callosa y vizconde de la Laguna.

Casó en 1821 con Margarita Caro y Salas (Palma de Mallorca, 29 de octubre de 1803-Madrid,15 de septiembre de 1857). Le sucedió su hijo:
- Agustín Crespí de Valldaura y Caro (Valencia, 14 de enero de 1833-Madrid, 17 de diciembre de 1893), XIII conde de Castrillo,[20] XVI conde de Orgaz,[18]  IX conde de Sumacárcer,[21] IX marqués de la Vega de Boecillo, marqués de las Palmas, barón de Callosa.

Casó en 1857 en Palma de Mallorca, con Margarita de Fortuny y Veri. (1840-1910). Le sucedió su hijo:
- Esteban Crespí de Valldaura y Fortuny (26 de septiembre de 1866-Madrid, 8 de septiembre de 1921), XIV conde de Castrillo,[19] XVII conde de Orgaz,[18] X conde de Sumacárcer,[21] XVII barón de Callosa, diputado y senador por derecho propio, maestrante de Valencia y gentilhombre de cámara con ejercicio y servidumbre.[22]

Casó en 1896 con María del Pilar Cavero y Alcíbar-Jaúregui (1868-1971), condesa de Sobradiel, baronesa de Castellví de Rosanes, dama de la reina Victoria Eugenia de Battenberg,  hija de Joaquín Cavero y Álvarez de Toledo y María del Pilar Alcíbar Jaúregui y Lausaca, condes de Sobradiel. Le sucedió su hijo:
- Agustín Crespí de Valldaura y Cavero (11 de mayo de 1897-27 de septiembre de 1954), XV conde de Castrillo,[20] XVIII conde de Orgaz,[18] XI conde de Sumacárcer,[21] XVIII barón de Callosa. Murió soltero y le sucedió su hermano:

- Esteban Crespí de Valldaura y Cavero (Zarauz, 8 de agosto de 1899-Madrid, 22 de enero de 1959), XVI conde de Castrillo,[20] XIX conde de Orgaz, XII conde de Sumacárcer,[23] IX marqués de Villasidro (rehabilitación 1923),[21] y barón de Callosa.

Casó con María Josefa Bosch-Labrús y López-Guijarro (m. Madrid, 4 de julio de 1941). Le sucedió su hijo:
- Gonzalo Crespí de Valldaura y Bosch-Labrús (Madrid, 25 de marzo de 1936-Madrid, 25 de febrero de 2022),[24] XVII conde de Castrillo,[20][25] XX conde de Orgaz, XIII conde de Sumacárcer, XI conde de Serramagna,[21][26] X marqués de Villasidro,[14] XII marqués de Vega de Boecillo (rehabilitado en 1968),[14]  XVIII barón de Callosa,[14] y barón de la Joyosa-Guarda. Fue el fundador de la ONG Ayuda en Acción, presidente de la asamblea española de la Orden de Malta, historiador y presidente de la Asociación Internacional de Bibliófilos y de la Fundación de Amigos de la Biblioteca Nacional de España.[27]

Casó el 13 de octubre de 1959 con María Eugenia Cardenal y de Caralt (n. Barcelona, 20 de marzo de 1938). Padres de:
* Agustín Crespí de Valldaura y Cardenal (n. Barcelona, 10 de agosto de 1960), XI marqués de Villasidro.
* María Josefa Crespí de Valldaura y Cardenal (n. Barcelona, 4 de septiembre de 1961), XV baronesa de la Joyosa-Guarda.
* Esteban Crespí de Valldaura y Cardenal (n. Barcelona, 19 de junio de 1963), X marqués de la Vega de Boecillo, casado con Blanca de Ybarra y Elío.
* Luis Crespí de Valldaura y Cardenal (n. Barcelona, 20 de octubre de 1964), XII conde de Serramagna, casado con Teresa Boter y Cavestany.
* Diego Crespí de Valldaura y Cardenal (n. Madrid, 20 de marzo de 1966), XIX barón de Callosa, casado con Lourdes Sartorius y González Bueno.
Le sucedió en el condado de Castrillo su hijo:
- Agustín Crespí de Valldaura y Cardenal, XVIII conde de Castrillo,[29] XXI conde de Orgaz[30] y XI marqués de Villasidro.[21][31]

Casó con María González de Amezúa y del Pino, padres de dos hijas: Virginia (n. Palma de Mallorca, 15 de septiembre de 1993) y Sofía Crespí de Vallduara y González de Amezúa (n. Madrid, 6 de octubre de 1995).